# Dziedzina otwarta
Dziedzina otwarta – w przestrzeni topologicznej zbiór, który jest równy wnętrzu swojego domknięcia.

## Definicja formalna
Niech {\displaystyle (X,\tau )} będzie przestrzenią topologiczną. Zbiór {\displaystyle A\subseteq X} jest dziedziną otwartą wtedy i tylko wtedy, gdy zachodzi {\displaystyle A=\operatorname {int} ({\overline {A}})}. Rodzinę dziedzin otwartych przestrzeni {\displaystyle X} oznacza się {\displaystyle D(X).}

## Algebra Boole’a rodziny dziedzin otwartych
Niech {\displaystyle (X,\tau )} będzie przestrzenią topologiczną, a {\displaystyle D(X)} rodziną dziedzin otwartych tej przestrzeni. Określa się działania następująco:
{\displaystyle A+B=\operatorname {int} ({\overline {A\cup B}}),}
{\displaystyle A\cdot B=A\cap B,}
{\displaystyle -A=\operatorname {int} (X\setminus B).}
Ponadto przyjmuje się: {\displaystyle 0=\emptyset } i {\displaystyle 1=X.} Wtedy {\displaystyle (X,+,\cdot ,-,0,1)} jest zupełną algebrą Boole’a.